# Етиопско плато
Етиопска планинска земя (Етиопско или Абисинско плато) е обширна планинска земя в източна Африка, заемаща около 1/2 от територията на Етиопия и западната част на Еритрея, Простира се между 5 и 18° с.ш. и 34 и 40° и.д., от езерото Туркана (Рудолф) на юг до долното течение на река Барка на север. Надморската му височина нараства от 2000 m на югозапад до 3000 m на североизток. Стъпаловидно се спуска към Горнонилската равнина на запад и падината Данакил и Сомалийското плато на изток.

## Релеф
Северната част на Етиопската планинска земя (до 15° с.ш.) представлява пенеплен, изграден от кристалинни скали с издигащи се над него островни масиви. Южната част е лавово стъпаловидно плато (т.нар. „амби“), разделено от дълбоки каньоновидни долни на труднодостъпни планински масиви. Най-високите части на планинската земя се намират на север, в планината Симен – връх Рас Дашан (4620 m). На югозапад от тях е разположена обширната междупланинска котловина на езерото Тана (на 1830 m н.в.). На югоизток планините със стръмни стъпала се спускат към дълбока рифтова падина, отделящи ги от Сомалийското плато. Напречни лавови прагове делят тази падина на няколко обособени котловини, по краищата и дъната на които има действащи фумароли и термални източници.

## Климат, почви, растителност, животински свят
Климатът е субекваториален, с горещо и влажно лято. Ясно е изразена височинната зоналност на климата, почвите и растителността. Климатът е коренно различен по западните и източните склонове на планините. Западните склонове през лятото са силно овлажнени с до 1500 mm годишна сума на валежите. Източните са много по-сухи, като през лятото често явление са низходящите горещи ветрове от типа на фьона, а сумата на валежите е около 500 mm и те падат предимно през зимата. Зимата високо в планините пада и сняг, който обаче не създава снежна покривка. Почвено-растителните пояси са най-добре представени по западните наветрени склонове. Долният планински пояс (т.нар. „кола“, до 1700 – 1800 m) е със средногодишни температури не по-ниски от 20°С, обрасъл е с влажни тропични гори, а по-ниските вододелни била са заети от високотревисти и опустинени (на север) савани. В пояса „война-дега“ (до 2400 m) средномесечните температури са от 13 до 16 – 18°С, а растителността е саванна, съпроводена от акации, палми, канделаброви и млечни дървета. В пояса „дега“ (2400 – 4000 m) температурите рязко се понижават, а по склоновете растат иглолистни гори, предимно дървовидна хвойна, сменящи се нагоре с високопланински степи. Тези три пояса са едни от най-древните райони с развито земеделие и се явяват родина на много сортове зърнени храни (твърда пшеница, ръж, ечемик). Отглеждат се още царевица, маслини, цитруси, кафе.
Животинският свят е много разнообразен. Най-характерни от тревопасните бозайници са жирафи, слонове, зебри, антилопи; от хищниците – сенегалски лъв, леопард, рис, хиена и др. Около реките живеят носорози, хипопотами. Има множество видове маймуни (зелена морска котка, гелада, павиан-анубис). Много богата и разнообразна е и птичата фауна.

## Води
Речната мрежа е много добре развита. Най-големите реки принадлежат към водосборния басейн на река Нил – Сини Нил (Абай), Атбара, Сетит (Текезе), рахад, Диндер, Баро. На юг тече голямата река Омо, вливаща се в езерото Туркана (Рудолф), а на североизток – река Аващ, вливаща се в езерото Абе (на границата с Джибути). Повечето от реките протичат в дълбоки каньони, имат множество бързеи и прагове и не са плавателни.